# Microdontomerus westcotti
Microdontomerus westcotti är en stekelart som beskrevs av Grissell 2005. Microdontomerus westcotti ingår i släktet Microdontomerus och familjen gallglanssteklar. Inga underarter finns listade i Catalogue of Life.